# Кошкоданова
Кошкоданова — деревня в Карачевском районе Брянской области в составе Ревенского сельского поселения.

## География
Находится в восточной части Брянской области на расстоянии приблизительно 15 км по прямой на юг-юго-запад от районного центра города Карачев.

## История
Упоминалась с XVII века, в XVIII—XIX веках — владение Дехановых, Вялковых, Мясоедовых, Веревкиных, Прокофьевых и других помещиков. В середине XX века работал колхоз им. Ленина. В 1866 году здесь (деревня Карачевского уезда Орловской губернии) было учтено 27 дворов, в 1928 — 58 хозяйств .

## Население
Численность населения: 220 человек (1866 год), 306 (1926)), 14 человек в 2002 году (русские 100 %), 11 в 2010.